# Переименование географических объектов на Дальнем Востоке в 1972 году
Переименование географических объектов на Дальнем Востоке в 1972 году — массовое изменение названий географических объектов и населённых пунктов на территории Приморского края, а также в Хабаровском крае и Амурской области, с коренных на русскоязычные с 1972 (основная масса) по 1974 год. Было переименовано около 500 объектов, в том числе 100 населённых пунктов. Переименование произошло вследствие вооружённого конфликта с Китаем за остров Даманский в 1969 году. Многие (но не все) топонимы, подвергшиеся замене, имели китайское происхождение.

## История
До 1972 года в Приморском крае названия многих географических объектов были китайского (вследствие соседства с Китаем) или тунгусо-маньчжурского (аборигенного) происхождения. В меньшей степени такие топонимы встречались в Хабаровском крае и Амурской области.
Сегодняшняя территория края до Пекинского трактата 1860 года (до присоединения к Российской империи) считалась вассально-зависимой территорией маньчжуров, которые ещё в середине XVII века покорили Китай (наряду с Монголией) и посадили на императорский престол маньчжурскую династию Цин.
Основавшие русские военные посты и первые поместья русские поселенцы в течение нескольких десятков лет проживали на территории Приморского (Южно-Уссурийского) края совместно с народами маньчжуро-тунгусской группы: орочами, удэгейцами, нанайцами, небольшим количеством маньчжур и потомков иных народов, ранее входивших в состав чжурчжэньской и маньчжурской государственности коренным населением.
На территории присоединённого в 1860 году к России графом Муравьёвым-Амурским края проживало некоторое количество китайцев (см. манзы), преимущественно отходников, поскольку постоянное проживание китайцев на маньчжурских землях ограничивалось, а временами и прямо запрещалось маньчжурскими властями империи Цин. Этнические китайцы занимались на территории нынешнего Приморского края сельским хозяйством, охотой, добычей пантов, рыбной ловлей, разбоем, добычей полезных ископаемых (в первую очередь золота), сбором дикоросов (женьшень), торговлей.
Русские географы (Арсеньев, Венюков, Пржевальский) при изучении края наносили на карты уже существующие аборигенные названия.

В Уссурийском крае реки, горы и мысы на берегу моря имеют различные названия. Это произошло оттого, что туземцы называют их по-своему, китайцы — по-своему, а русские, в свою очередь, окрестили их своими именами. Поэтому, чтобы избежать путаницы, следует там, где живут китайцы, придерживаться названий китайских, там, где обитают тазы, не следует руководствоваться названиями, данными русскими. Последние имеют место только на картах и местным жителям совершенно не известны.
Между рекой Синанцей, о которой говорилось выше, и рекой Аохобе тянется невысокий горный хребет, состоящий из кварцевого порфира. От него к морю идёт несколько отрогов, между которыми текут небольшие горные речки, имеющие обычно китайские числительные названия: Турлдагоу, Эрлдагоу, Сандагоу и Сыдагоу. Тропа пересекает их в самых истоках.
Между реками Синанцей и Тхетибе Иман принимает в себя с левой стороны в последовательном порядке следующие притоки: Ташидохе (длиной в 50 километров) и Хейсынгоу (10 километров). Между их устьями есть гора Ломаза-Цзун, далее будут речки Мыдагауза (6 километров) и гора того же имени и наконец речка Сяо-Шибахе (25 километров). С правой стороны в том же последовательном порядке будут: Вагунбе (40 километров) с притоком Тайнгоу (6 километров) и Цуцувайза (15 километров).
— В. К. Арсеньев. По Уссурийскому краю.
К моменту появления первых русских морских постов Посьет, Владивосток, Славянка в южной части Южно-Уссурийского края соседствовали аборигенные наименования тунгусо-маньчжурского языкового ряда (Адими, Сидими, Хэдими, Тальми, Тулучекорициги) и китайские (Суйфун-хэ, Янчи-хэ).
Русские наименования появились преимущественно у островов, мысов и бухт (Русский остров, Славянский залив), поскольку русская колонизация поначалу была отчётливо военно-морской.
Аборигенные наименования использовались впоследствии русскими поселенцами и сохранялись до 1972 года.

## Кампания по переименованию
В 1972—1974 годах вследствие вооружённого конфликта с Китаем за остров Даманский (1969) в Приморском крае и, в меньшей степени, в соседних регионах было проведено[кем?] массовое переименование географических объектов и населённых пунктов с целью избавиться от топонимов китайского происхождения.
При этом замене подверглись не только китайские наименования (Суйфун-хэ переименована в реку Раздольную, Янчи-хэ — в реку Цукановка), но и тунгусские названия (Адими — переименована в реку Пойма, Сидими — в реку Нарва, бухта Туламу — в бухту Славянка).
Пострадали и некоренные топонимы: так, залив Америка и бухта Маньчжур были переименованы, соответственно, в залив Находка и бухту Баклан. Эти объекты были изначально названы в честь российских морских судов, проводивших в XIX веке исследования побережья Дальнего Востока: корвета «Америка» и транспорта «Манджур». Очевидно, что неблагонадёжным считался любой топоним, в звучании которого проявлялись неблагоприятные для того периода политические коннотации, независимо от происхождения этого топонима.
В результате переименований Приморский край в значительной мере утратил свою топонимическую идентичность. Большая часть новых названий не связаны с краем исторически, этнографически или географически — например, река Илистая (бывш. Лефу), река Тихая (бывш. Телянза), гора Обзорная (бывш. Халаза), бухта Лазурная (бывш. Фельдгаузена или Шамора), — либо дублируют русскоязычные названия близлежащих объектов — например, река Арсеньевка (бывш. Даубихе), река Раздольная (бывш. Суйфун), гора Ливадийская (бывш. Пидан).
Среди незначительного числа коренных топонимов, которые были сохранены, — названия рек Уссури, Сунгача и Бикин и озера Ханка.

## Список переименований
В приведенном ниже списке перечислены прежние аборигенные топонимы и указаны соответствующие им наименования, принятые с 1972 года.
Список отсортирован в алфавитном порядке по географическим объектам с указанием муниципальных районов (городских округов), в которых они расположены (в соответствии с действующим административно-территориальным делением Приморского края).
Следует отметить:
1. На старых топографических картах можно встретить разное написание названия, например Ванчия — Ванцин (река Милоградовка).
2. Имеются одинаковые названия разных географических объектов, например река Тудагоу (приток Партизанской) и река Тудагоу (приток Уссури).
3. Некоторые реки в верхнем, среднем и нижнем течении могли иметь разное китайское название. Например, река Уссури в верховьях называлась Янмутьхоуза, в среднем течении — Улахэ, нижнее течение — уже собственно Уссури.
4. Также были переименованы некоторые объекты с неаборигенными названиями. Например, залив Америка.

## Районы Приморского края
- Иманский район — Дальнереченский район
- Тетюхинский район — Дальнегорский район, в настоящее время Дальнегорский городской округ

## Населённые пункты Приморского края

### Города
- Иман — город Дальнереченск
- Сучан — город Партизанск
- Тетюхе — город Дальнегорск

### Другие населённые пункты
- Ахобе — посёлок Венюково (Дальнегорский городской округ) — на 2012 год не существует
- Балластный Карьер Сидими (Балластный Карьер Сидеми) — посёлок (ныне село) Нарва (Хасанский район). В документах можно встретить написание «Баластный»
- Бейцухе — посёлок Метеоритный, ныне — село Метеоритный (Красноармейский район)
- Большой Силан — село Нагорное (Пожарский район)
- Вампауши — посёлок Мысовой (Шкотовский район)
- Вангоу — село Лазо (Лазовский район) — переименовано в 1949 году
- Верхние Адими — посёлок (ныне село) Пойма (Хасанский район)
- Верхняя Шетуха — в село Хвищанка (Кировский район)
- Голендон — посёлок (ныне село) Дубовый Ключ (Уссурийский городской округ)
- Имано-Вакское — посёлок (ныне село) Речное (Дальнереченский район)
- Инлазы — посёлок (ныне село) Скалистое (Лазовский район)
- Кангауз — село Анисимовка (Шкотовский район)
- Канихеза — посёлок (ныне село) Стрельниково[пр. 1] (Пожарский район)
- Картун — село Вострецово (Красноармейский район)
- Кауль — железнодорожная станция Кабарга и станционный посёлок Кабарга (Лесозаводский городской округ)
- Кенцухе — посёлок Горнореченский (Кавалеровский район)
- Китай-Город — село Междуречье (Дальнереченский район)
- Корейская Каменка — посёлок (ныне село) Старая Каменка (Лазовский район)
- Кубяк — посёлок (ныне село) Старореченское (Октябрьский район)
- Кхуцин — село Максимовка (Тернейский район)
- Лаулю — посёлок (ныне село) Дерсу (Красноармейский район)
- Лебехе — посёлок (железнодорожная станция) Тиховодное (Черниговский район)
- Лефинка — село Горбатка (Михайловский район)
- Лиделазы (Лиделаза) — посёлок Холмы(Пожарский район) — ныне не существует
- Линда — посёлок (железнодорожный разъезд) Стрелок (Шкотовский район)
- Лифудзин — посёлок Рудный (Кавалеровский район)
- Лудье — посёлок Фабричный (Кавалеровский район)
- Лунза — посёлок (ныне село) Грибное (Черниговский район)
- Майхе — село (ныне посёлок) Штыково (Шкотовский район)
- Зверосовхоз Майхе — посёлок, ныне село Олений (с 2002 по 2011 Оленье, Артёмовский городской округ)
- Малые Куши — посёлок Чайкино (Шкотовский район) — ныне не существует
- Манзовка — посёлок Сибирцево и железнодорожная станция Сибирцево (Черниговский район)
- Манзовка-3 — посёлок при железнодорожной станции Сибирцево-3 (Черниговский район)
- Монгоу — посёлок (ныне село) Зимники (Дальнереченский район)
- Нижние Адими — посёлок (ныне село) Ромашка (Хасанский район)
- Нижняя Янчихе — село Цуканово (Хасанский район)
- Пачихеза — остановочная платформа ДВЖД и посёлок Сиреневка (Надеждинский район)
- Пейшула — посёлок Лесной Кордон (Шкотовский район) — ныне не существует
- Песчаный Карьер Сидими — посёлок Нижняя Нарва (Ханкайский район) — ныне не существует
- Правые Дононцы — посёлок Дорожный (Дальнегорский городской округ) — ныне не существует
- Пугдо — село Подкаменка (Тернейский район) — на 2012 год не существует
- Пфусунг (Пхусун) — посёлок Моряк-Рыболов (Ольгинский район)
- Сабаши — посёлок Слинкино (Партизанский район)
- Саинбар — посёлок (ныне село) Стеклянуха (Шкотовский район)
- Сандагоу — посёлок Горноводный (Ольгинский район)
- Сандагоу — село Булыга-Фадеево (Чугуевский район)
- Сандоваку — село Белокаменное (Дальнереченский район)
- Сандуганка — посёлок (ныне село) Калёновка (Черниговский район)
- Сантахеза — железнодорожная станция и посёлок Старый Ключ (Спасский район)
- Сантахеза — село Новосельское (Спасский район)
- Санчихеза — посёлок Островной, ныне — село Островное (Красноармейский район)
- Себучар — посёлок (ныне село) Лесогорье (Чугуевский район)
- Себучар — посёлок Кольцевое (Дальнереченский городской округ) — ныне не существует
- Себучар — посёлок (ныне село) Грушевое (Дальнереченский городской округ)
- Северный Сучан — рабочий посёлок (ныне село) Углекаменск (Партизанский городской округ)
- Селенча — село Ленино (Чугуевский район) — переименовано в 1923 году
- Сетюхе — посёлок Изюбриный (Чугуевский район)
- Сибичи — посёлок (ныне село) Глубинное (Красноармейский район)
- Сигоу — село Ясеневый (Пожарский район)
- Синанча — посёлок (ныне село) Медвежий Кут (Чугуевский район)
- Синанча — рабочий посёлок (ныне деревня) Черемшаны (Дальнегорский городской округ)
- Сица — посёлок Наречное (Шкотовский район) — ныне не существует
- Судзухе — посёлок 
Заповедный, ныне — село Заповедное (Лазовский район)
- Суйфунское — посёлок (ныне село) Утёсное (Уссурийский городской округ)
- Суйфунская РТС — посёлок Пригородный (Уссурийский городской округ) — ныне не существует
- Супутинка — посёлок (ныне село) Долины (Уссурийский городской округ)
- Супутинский заповедник — посёлок Комарово-Заповедное (Уссурийский городской округ) — ныне не существует
- Сяин (Сэин) — посёлок Нижнее Село (Пожарский район) — ныне не существует
- Тадуши — посёлок Зеркальный, ныне — село Зеркальное (Кавалеровский район)
- Табахеза — село Пшеницыно (Чугуевский район)
- Тафуин — посёлок Южно-Морской (Находкинский городской округ)
- Тафусянов Ключ — посёлок Романовский Ключ (Партизанский район)
- Тахобе — село Усть-Соболевка (Тернейский район)
- Телянза — посёлок (ныне село) Рисовое (Анучинский район)
- Телянза — железнодорожная станция и посёлок при станции (ныне село) Тихоречное (Анучинский район)
- Тетюхе-Пристань — рабочий посёлок (с 2004 года — село) Рудная Пристань (Дальнегорский городской округ)
- Тинкан — посёлок Руднево (ЗАТО Фокино) — ныне не существует
- Туганча — посёлок (ныне село) Лимонники (Красноармейский район)
- Удолинза — посёлок Захаровка (Яковлевский район) — ныне не существует
- Удугоу — посёлок Тихое (Надеждинский район)
- Улахе — железнодорожная станция и посёлок Нарзановка (Кировский район) — ныне не существуют
- Улитиха (Улитихэ) — посёлок (ныне село) Улитовка (Уссурийский городской округ)
- Улунга — посёлок Охотничий, ныне — село Охотничье (Пожарский район)
- Унаши — посёлок (ныне село) Золотая Долина (Партизанский район)
- Усть-Сидими — село Безверхово (Хасанский район)
- Утаз-Поляна — посёлок Поляны (Дальнереченский район)
- Фанза — посёлок Ручьи (Партизанский городской округ) — ныне не существует
- Фаташи — посёлок (ныне село) Камышовый (Хасанский район)
- Ханихеза — посёлок (ныне село) Крутой Яр (Красноармейский район)
- Ханси — посёлок (ныне село) Маячное (Хасанский район)
- Хунхуз — железнодорожная станция и посёлок Буйневич (Пожарский район)
- Шайга — посёлок (ныне хутор) Ратное (Партизанский район)
- Шамора — посёлок Лазурный (Владивостокский городской округ)
- Шимеуза — посёлок Южнореченск (Шкотовский район) — ныне не существует
- Шиненгоу — посёлок (ныне железнодорожный разъезд) Водопадное (Партизанский район)
- Шитухе — железнодорожная станция и посёлок Белая Речка (Кировский район) — ныне не существуют
- Эльдовак — посёлок Маревка (Дальнереченский район) — ныне не существует
- Эрлантун — село Доброполье (вошло в состав Уссурийска)
- Ян-Муть-Хоуза — посёлок Тополёвый, ныне — село Тополёвый (Чугуевский район)

## Горы, перевалы и горные хребты в Приморье
- Амбабоза — гора Пионерская (Артёмовский городской округ)
- Бейшахе — гора Безымянная (Красноармейский и Пожарский районы)
- Биамбо — перевал Угольный (Тернейский район)
- Бя — гора Сохатка, 1464 м (Тернейский район)
- Верхняя Топауза — гора Мысовая (Ольгинский район)
- Перевал Вангоу — перевал Лазовский (Лазовский и Партизанский районы)
- Хребет Дадян-Шань (Дадяншань) — горы Пржевальского (водораздел между Анучинским и Партизанским районами). Хребет Дадян-Шань переходит в Синанчинский хребет.
- Перевал Дадян-Шань (Дадяншань) — перевал Пржевальского (Михайловский район)
- Дугза — гора Сухостойная (Тернейский район)
- Ердагоу — гора Гранит (Кавалеровский район)
- Иммудынза — гора Мокруша (Лазовский район)
- Каданау (Кангауз) — гора Неприступная (Тернейский район)
- Кандома — гора Крапивная (Красноармейский район)
- Кизо-Дынза — гора Дикая (Анучинский район)
- Китайская — гора Ольховая (Партизанский район)
- Кондо — гора Заводская (Тернейский район)
- Кулиху — гора Заметная (Тернейский район)
- Кунгулаза — гора Сухопадная (Пожарский район)
- Перевал Кунцухинский (Кенцухинский) — перевал Высокогорский (Дальнегорский городской округ)
- Лючихеза — гора Глухоманка (Красноармейский район)
- Малаза — гора Поперечная (Лазовский район)
- Пахтахе — гора Большая Крепостная (Тернейский район)
- Хребет Пидан — хребет Ливадийский (Партизанский и Шкотовский районы, Партизанский городской округ)
- Пидан — гора Ливадийская (Партизанский район)
- Хребет Садага — Ольгинский хребет (Ольгинский район)
- Самурская — гора Стрельникова[пр. 1] (Пожарский район)
- Хребет Самурский — хребет Стрельникова[пр. 1] (Пожарский район)
- Секунжа — гора Геологическая (Тернейский район)
- Синанчинский хребет — самая южная часть хребта Сихотэ-Алинь
- Сихоте — гора Соболинка (Пожарский район)
- Тамохэдза — гора Вешка (Ольгинский район)
- Танчалаза — гора Заоблачная (Дальнереченский район)
- Тафусянова — гора Романовская (Партизанский район)
- Тацула — гора Большая Скала (Ольгинский район)
- Тачин-Чтан (Тачин-Гуань) — Партизанский хребет (Партизанский и Лазовский районы)
- Тимпевай — гора Чайка (Ольгинский район)
- Хребет Тимпур — хребет Береговой (Владивостокский городской округ)
- Топауза — гора Ахтырцева (Ольгинский район)
- Гора Улахинский Маяк — гора Маяк (Чугуевский район)
- Фалаза — гора Литовка (Партизанский район)
- Хай-Сан — гора Ориентирная (Пожарский район)
- Халаза — гора Обзорная (Арсеньевский городской округ)
- Хуалаза — гора Криничная (Шкотовский район)
- Хребет Хунтами — хребет Дальний (Тернейский район и Дальнегорский городской округ)
- Цхамо-Дынза — гора Голец (Чугуевский район)
- Чандалаз — хребет Лозовый (Партизанский район)
- Чин-Чин — гора Бурундук (Ольгинский район)
- Янмутинза — сопка Тополиная (Красноармейский район)

## Реки Приморского края

### А
- Адими — река Жёлтая (Тернейский район)
- Адими — река Пойма (Хасанский район)
- Ахобе — река Лидовка (Дальнегорский городской округ)
- Ахобе — река Венюковка (Тернейский район)

### Б
- Байдихеза — река Кленовка (Пожарский район)
- Байлаза — река Лютинка (Красноармейский район)
- Бачелаза — река Ключевая (Пожарский район)
- Бейца — река Серокаменка (Красноармейский район)
- Бейца — река Северянка (Тернейский район)
- Бейцу — река Стеклянуха (Шкотовский район)
- Бейцухе — река Маревка (Пожарский и Красноармейский районы)
- Бейчихе — река Студёная (Пограничный район)
- Белембе — река Таёжная (Тернейский район)
- Бея — река Скрытая, левый приток реки Сахамбе (Серебрянка) (Тернейский район)
- Биамо (Бягаму)[4][5] — река Большая Светловодная (Пожарский район)
- Большая Лефу — река Илистая в верхнем течении (Михайловский район)
- Большая Лианча — река Большая Лиановая (Тернейский район)
- Большая Лючихеза — река Казачка (Уссурийский городской округ)
- Большая Сибича — река Большая Пихтовка (Красноармейский район)
- Большая Сибичи — река Левая Голубица (Красноармейский район)
- Большая Синанча или Да-Синанча — верхнее течение реки Черёмуховая, правый приток Джигитовки (Дальнегорский и Тернейский районы). В книгах В. К. Арсеньева «Дерсу Узала» и «В дебрях Уссурийского края» названа «Да-Синанца»[6].
- Большая Туганча — река Нижняя Лимониха (Красноармейский район)
- Большая Эльдуга — река Ананьевка (Надеждинский район)
- Большая Яндзыгоу — река Павлиновка в верхнем течении, правый приток Даубихе (Арсеньевка) (Анучинский район)
- Большой Монгугай — река Барабашевка (Хасанский район)
- Большой Силан — река Большая Сахалинка (Пожарский район)
- Большой Шуфан — река Борисовка (Уссурийский городской округ)

### В
- Вака (Ваку) — река Малиновка (Дальнереченский район)
- Вангоу (нижняя) — река Кривая, правый приток реки Судзухе (Киевка) (Лазовский район)
- Вангоу (верхняя) — река Лазовка, правый приток реки Судзухе (Киевка) (Лазовский район)
- Вангоу — река Маргаритовка (Ольгинский район)
- Вансамбей (Вансамбэй) — река Якимовка (Лазовский район)
- Ванцин Угольный — река Чернокаменка, правый приток реки Ванцин (Милоградовка) (Ольгинский район)
- Ванчия (Ванцин) — река Милоградовка (Ольгинский район)
- Верхний Сунгач — река Гнилая, впадает в озеро Ханка (Спасский район)
- Верхняя Нанца — река Резвушка (Красноармейский район)
- Верхняя Синанча (Сян-Синанча) — река Приманка, левый приток реки Иман (Большая Уссурка) (Красноармейский район)
- Верхняя Топауза и Топауза — река Брусиловка, впадает в озеро Топауза (Известняк) (Ольгинский район)
- Вторая Найна — река Вторая Утёсная, впадает в Японское море (Тернейский район)
- Второй Лангоу — ручей Сосновка, впадает в Японское море (Дальнегорский городской округ)
- Вай-Фудзин — река Аввакумовка (Ольгинский район). Китайское название русскими переселенцами не употреблялось и переименования, естественно, не было.

### Г
- Гааза — река Сохатка (Тернейский район)
- Ганготу — река Струистая (Пожарский район)

### Д
- Да-Бейца — река Большая Северная (Красноармейский район)
- Да-Нанца — река Большая Южная (Красноармейский район)
- Да-Синанча, Да-Синанца — верхнее течение реки Черёмуховая, правого притока Джигитовки (Дальнегорский и Тернейский районы) (см. выше Большая Синанча).
- Даелга — река Северянка (Пожарский район)
- Дананцы — река Дорожная (Кавалеровский и Чугуевский районы)
- Даубихе — река Арсеньевка только от слияния рек Тудагоу (верхнее течение реки Арсеньевка) и Эрльдагоу. Протекает по территории Анучинского, Арсеньевского, Яковлевского, Спасского и Кировского районов.
- Даубихеза — река Синегорка (Анучинский район)
- Джуниха — река Байкал (Пограничный район)
- Динцухе — река Белогорка (Красноармейский район)
- Долбихе (Долбыхе) — река Арсеньевка в верхнем течении (Анучинский район)
- Дунгуза — река Оморочка (Пожарский район)
- Дунца — подробная информация представлена в разделе: Туньша

### Е
- Ендыги — река Лиственничная, левый приток реки Чапигоу (Кроуновка) (Уссурийский городской округ)
- Ердагоу — река Мирная, правый приток реки Кенцухе (Высокогорская) (Кавалеровский район)

### И
- Ильмо — река Тальниковая, правый приток реки Кема (Тернейский район)
- Иман — река Большая Уссурка (Дальнегорский, Красноармейский и Дальнереченский районы)
- Имбиш (Имбиша) — река Перекатная, левый приток реки Судзухе (Киевка) (Лазовский район)
- Иодзыхе (Йодзыхе) — река Джигитовка в нижнем течении после слияния рек Хантахеза (Джигитовка в верхнем течении) и Большая Синанча (Черёмуховая) (Тернейский район)

### К
- Кангауз — река Суходол (Шкотовский район)
- Кандома — река Крапивная (Красноармейский район)
- Канихеза — река Змеиная (Пожарский район)
- Канихеза — река Пасечная (Партизанский район)
- Канц — река Плитняковая (Тернейский район)
- Кауль — река Кабарга, правый приток Уссури (Лесозаводский городской округ)
- Квангинза — река Выгонка (Ольгинский район)
- Кинцуха (Кенцухе) — река Высокогорская (Кавалеровский район)
- Кондо — река Заводская (Тернейский район)
- Конхеза — река Пасечная (Лазовский район)
- Култуха — река Улитка (Пожарский район)
- Кулумбе — река Пещерная (Тернейский район)
- Кумуху — река Кузнецова (Тернейский район)
- Кхуцин, в книгах В. К. Арсеньева Кусун — река Максимовка (Тернейский район)

### Л
- Левая Ердагоу — река Левая Мирная, левая составляющая реки Ердагоу (Мирная) (Кавалеровский район)
- Левая Лефу — река Левая Илистая (Михайловский район)
- Левая Синанча — река Левая Приманка (Красноармейский район)
- Левая Синанча — река Левая Антоновка (Чугуевский район)
- Лефу — река Илистая (Михайловский, Хорольский, Черниговский районы)
- Лизгоу — река Грушевая (Чугуевский район)
- Лифудзин (Фудзин) — река Павловка (Кавалеровский и Чугуевский районы). Согласно В. К. Арсеньеву, верхнее течение реки, до впадения в неё реки Синанцы (Синанча, ныне Медведка), называлось Ли-Фудзин (Лифудзин), нижнее — Фудзин[7].
- Лондо — река Волнушка (Пожарский район)
- Лянчихе — река Богатая (Владивостокский городской округ)

### М
- Майхе — река Артёмовка (Шкотовский район)
- Малая Бачелаза — река Левая Ключевая (Пожарский район)
- Малая Лефу — река Малая Илистая (Михайловский район)
- Малая Лючихеза — река Малая Казачка (Уссурийский городской округ)
- Малая Седанка — река Малая Пионерская (Владивосток)
- Малая Сибичи — река Правая Голубица (Красноармейский район)
- Малый Силан — река Сахалинка (Пожарский район)
- Малая Синанча — река Шептун, правый приток реки Большая Синанча (Черёмуховая) (Тернейский район)
- Мализа (Малаза) — река Сергеевка, левый приток реки Партизанская (Партизанский район)
- Малый Суйфун — протока Устьевая, правая протока реки Суйфун (Раздольная) (Надеждинский район)
- Митахеза — река Леснуха (Пожарский район)
- Мо — река Мельгуновка (Ханкайский и Хорольский районы)
- Муладза — река Алексеевка (Партизанский район)
- Мутухэ — река Опричнинка (Дальнегорский городской округ)
- Мыге[5] (Мыхэ, Уленгоу, Улунга Бикинская)[4][8] — река Светловодная (Пожарский район), приток Бикина.

### Н
- Найцухе — река Наумовка (Красноармейский район)
- Нанца — река Обильная (Красноармейский район)
- Нанца — река Полуденная (Красноармейский район)
- Нанча — река Мраморная (Пограничный район)
- Нахтахе — река Кабанья (Тернейский район)
- Ното — река Журавлевка (Чугуевский район)

### П
- Палатинза — река Новорудная, левый приток реки Литовка (Партизанский район)
- Панихеза — река Заломная (Пожарский район)
- Пачихеза — река Кипарисовка (Надеждинский район)
- Пейшула — река Суворовка (Шкотовский район)
- Пенча — река Комиссаровка (Пограничный район)
- Первая Найна — река Первая Утёсная, впадает в Японское море (Тернейский район)
- Первый Лангоу — ручей Дубровка, впадает в Японское море (Дальнегорский городской округ)
- Пиньгов — река Литовка (Партизанский район)
- Пога — река Шумная (Чугуевский район)
- Правая Ердагоу — река Правая Мирная, правая составляющая реки Ердагоу (Мирная) (Кавалеровский район)
- Правая Лефу — река Правая Илистая (Михайловский район)
- Правая Синанча — река Правая Приманка (Красноармейский район)
- Правая Синанча — река Правая Антоновка (Чугуевский и Кавалеровский районы)
- Правые Дананцы (Правые Данацы) — река Дорожная (Кавалеровский район)
- Прямая Синькахе — река Литовка (Партизанский район)
- Пфусунг (Пхусун) — река Маргаритовка (Ольгинский район)

### С
- Сабайча — река Малая Откосная (Чугуевский район)
- Садага — река Васильковка, левый приток Аввакумовки (Ольгинский район).
- Сандагоу — река Беневка, левый приток реки Судзухе (Киевка) (Лазовский район)
- Сандагоу — река Минеральная (правый приток Аввакумовки) (Ольгинский район)
- Сандагоу — река Уссури (Чугуевский район)
- Сандо-Вака (Сандо-Ваку) — река Ореховка (Дальнереченский район)
- Сандуга — река Нежинка (Надеждинский район)
- Сандуган — река Снегуровка (Черниговский и Анучинский районы)
- Сантахеза — река Спасовка, впадает в озеро Ханка (Спасский район)
- Санцахуза — река Тиссовка (Чугуевский район)
- Сахамбе (Санхобе, Санкэ, Саченбея) — река Серебрянка (Тернейский район) от впадения реки Заболоченная (до 1972 — Туньша) до устья. Выше впадения Заболоченной носила название Сица.
- Свайн — река Бурливая (Тернейский район)
- Себучар — река Откосная (Чугуевский район)
- Селенча — река Антоновка (Чугуевский район)
- Сибайгоу — река Устиновка (Кавалеровский район)
- Сибичи — река Голубица (Красноармейский район)
- Сибичуан — река Правая Литовка, правый приток реки Таудеми (Литовка) (Партизанский район)
- Сидими (Сидеми) — река Нарва (Хасанский район)
- Синанча — река Перевальная (Красноармейский район)
- Синанча — река Малая Маргаритовка (Ольгинский район)
- Синанча — река Медведка (Чугуевский район)
- Синанча — нижнее течение реки Черёмуховая, правого приток Джигитовки (Дальнегорский и Тернейский районы). Верхнее течение называлось Большая Синанча или Да-Синанча (см. выше)). В книгах В. К. Арсеньева «Дерсу Узала» и «В дебрях Уссурийского края» названа «Синанца», верхнее течение — «Да-Синанца»[6]
- Синдуга — река Щербаковка, правый приток Амгу (Тернейский район)
- Синтуха — река Комиссаровка (Пограничный и Ханкайский районы)
- Ситухе — река Средняя (Пожарский район)
- Синькаха — река Литовка (Партизанский район)
- Сица — река Тигровая, правый приток реки Партизанская (Партизанский городской округ)
- Сица — река Серебрянка (Тернейский район) от истока до впадения в неё реки Заболоченная (до 1972 — Туньша). От впадения Заболоченной до устья носила название Сахамбе.
- Сица — река Порожистая (Тернейский район)
- Сиянхе — река Комиссаровка (Пограничный район)
- Средняя Бачелаза — река Правая Ключевая (Пожарский район)
- Старый Сучан — протока Светлячковая, правая протока реки Сучан (Партизанская) (Партизанский район)
- Судзухе — река Киевка (Лазовский район)
- Суйфун — река Раздольная (Надеждинский, Октябрьский районы, Уссурийский городской округ)
- Сундуга — река Щербатовка (Тернейский район)
- Супутинка — река Комаровка[пр. 2] (Уссурийский городской округ)
- Сучан — река Партизанская (Партизанский район)
- Сучанская Речка — река Прозрачная (Анучинский район)
- Сыдагоу — река Извилинка, приток реки Уссури (Чугуевский район)
- Сяо-Нанца — река Приточная (Красноармейский район)
- Сяудеми — река Волчанка (Находкинский городской округ)
- Сяухэ (Сяухе, Сяуху) — река Соколовка (Лазовский район)

### Т
- Табахеза — река Матвеевка (Чугуевский район)
- Тавайза — река Муравьинка (Артёмовский городской округ)
- Тадагоу (Тудагоу) — река Фурмановка (Ольгинский район)
- Тадагоу — река Чугуевка (Чугуевский район)
- Тадуши (Тадушу) — река Зеркальная (Кавалеровский район)
- Такуюка (Такунжа) — река Западная Кема, правый приток реки Кема (Тернейский район)
- Танайча — река Дорожная (Кавалеровский район)
- Тангауза — река Кневичанка (Артёмовский городской округ)
- Таратай — река Холмогорка (Тернейский район)
- Тарга — река Троповая (Чугуевский район)
- Тасчегоу — река Вербная, правый приток реки Ванцин (Милоградовка) (Ольгинский район)
- Татибе — река Дальняя (Красноармейский район)
- Таудеми — река Литовка в нижнем течении (Партизанский район)
- Таухе — река Чёрная (Лазовский район)
- Тахангоу — река Хмыловка (Партизанский район)
- Тахеяж — река Нестеровка (Пограничный район)
- Тахобе — река Соболевка (Тернейский район)
- Телянза — река Тихая (Анучинский район)
- Тетюхе — река Рудная (Дальнегорский городской округ)
- Типивай — ручей Евстафия, впадает в Японское море (Ольгинский район)
- Топауза (Тапоуза) и Верхняя Топауза — река Брусиловка, впадает в озеро Топауза (Известняк) (Ольгинский район)
- Третий Лангоу — ручей Весёлый, впадает в Японское море (Дальнегорский городской округ)
- Третья Найна — река Третья Утёсная, впадает в Японское море (Тернейский район)
- Тубаца — река Маргаритовка (Ольгинский район)
- Тудагоу — река Мельники (Партизанский район)
- Тудагоу — верхнее течение реки Арсеньевка (Даубихе). Река Тудагоу сливается с рекой Эрльдагоу (Муравейка), после чего начинается собственно Даубихе (Анучинский район)
- Тудо-Вака (Тудо-Ваку) — река Малиновка (Дальнереченский район)
- Тумбайца — река Сотникова (Кавалеровский район)
- Тунанца — река Тигринка (Красноармейский район)
- Тунча — река Решетинка (Пограничный район)
- Туньша (Дунца) — река Заболоченная (Тернейский район)
- Тяпигоу (Тенечка) — река Охотничья (Кировский район)
- Тяпигоу — река Прибрежная (Лазовский район)

### У
- Угодинза — река Пятигорка (Спасский район)
- Улахе (Улахэ) — река Уссури в среднем течении до слияния с рекой Даубихе (Чугуевский, Кировский и Яковлевский районы)
- Улунга (Уленгоу, Буй) — река Лосевка (Тернейский район)
- Улунга (Улунга Бикинская, Мыге, Мыхэ)[4][5][8] — река Светловодная (Пожарский район), приток Бикина
- Ушагоу — река Гранитная (Пограничный, Октябрьский районы и Уссурийский городской округ)

### Ф
- Фаташи — река Камышовая (Хасанский район)
- Фугу — река Буяниха (Тернейский район)
- Фудзин (Лифудзин) — река Павловка (Кавалеровский и Чугуевский районы)

### Х
- Халаза — река Дачная, правый приток Даубихе (Арсеньевка) (Арсеньевский городской округ)
- Хандагоу — река Террасная (Пожарский район)
- Хантахеза — река Джигитовка в верхнем течении до слияния с рекой Синанча (Черёмуховая) (Тернейский район)
- Хантахеза — река Рисовка (Хорольский район)
- Холувай — река Тумановка (Ольгинский район)
- Хонихеза — река Липовцы, правый приток Даубихе (Арсеньевка) (Анучинский район)
- Хуанихеза — река Быстрая (Дальнереченский район)
- Хулими — река Большая Сохатка (Тернейский район)

### Ц
- Цейтохоза — река Средняя Литовка, правый приток реки Таудеми (Литовка) (Партизанский район)
- Цимухе — река Шкотовка (Шкотовский район)

### Ч
- Чапигоу — река Кроуновка (Уссурийский городской округ)
- Чепи — река Кипрейная (Тернейский район)
- Черухе — река Тесная (Хасанский район)
- Чиинка — река Большая Луговая (Тернейский район)
- Чима — река Брусничная (Тернейский район)
- Чинга — река Малая Светловодная (Пожарский район)
- Чихеза — река Абрамовка (Михайловский район)
- Чуматагоу — река Правая Извилинка (Чугуевский район)

### Ш
- Шалали — река Удачная (Тернейский район)
- Шетухе — река Крыловка (Кировский район)
- Шиненгоу — река Водопадная (Партизанский район)
- Шитухе — река Белая (Кировский и Спасский районы)
- Шитухе — река Петровка (Шкотовский район)
- Шома — река Лиственная (Тернейский район)
- Шуфан — река Борисовка (Уссурийский городской округ)

### Э
- Эрдагоу — река Форельная (Ольгинский район)
- Эрльдагоу — река Муравейка (Анучинский район)
- Эрльдагоу (Эльдуга) — река Соколовка (Чугуевский район)
- Эльдо-Вака (Эльдо-Ваку) — река Горная (Дальнереченский район)
- Эльдуга — река Ананьевка (Надеждинский район)

### Ю
- Юге — река Опасная, левый приток реки Самарга (Тернейский район)

### Я
- Ягома (Ягума, Ямома) — река Незавидная (Тернейский район)
- Яндзыгоу и Большая Яндзыгоу — река Павлиновка, правый приток Даубихе (Арсеньевка) (Анучинский район)
- Ян-Муть-Хоуза (Янмутьхоуза) — река Уссури в верхнем течении (Чугуевский район)
- Янчихе — река Цукановка (Хасанский район)

## Заливы и бухты Японского моря
- Залив Америка — залив Находка (Находкинский городской округ)[пр. 3].
- Большой Тихангоу — бухта Подосенова (Находкинский городской округ)
- Ванцин — бухта Милоградовка (Ольгинский район)
- Коумбе — бухта Удобная (Тернейский район)
- Лангоу — бухта Мраморная (Ольгинский район)
- Ланчасы — бухта Рифовая (Находкинский городской округ)
- Ленгавай - бухта Тунгус (Находкинский городской округ)
- Людянза - бухта Прогулочная (Находкинский городской округ)
- Майтун — бухта Муравьиная (Артёмовский городской округ)
- Малый Тихангоу — бухта Козина (Находкинский городской округ)
- Маньчжур — бухта Баклан (Хасанский район)[пр. 4]
- Пфусунг (Пхусун) — бухта Моряк-Рыболов (Ольгинский район)
- Самбовай — бухта Цукановой (Лазовский район)
- Сидими (Сидеми) — бухта Нарва (Хасанский район)
- Судзухе — бухта Киевка (Лазовский район)
- Сяухе (Сяуху) — бухта Соколовская, на берегу находится посёлок Преображение (Лазовский район)
- Тавайза — бухта Русская (Тернейский район)
- Тавайза — бухта Муравьиная (Уссурийский залив)
- Тадуши (Лафулэ) — бухта Зеркальная (Кавалеровский район)
- Тамохэдза (Тамохедза, Тамахеза) — бухта Маневского (Ольгинский район)
- Тасовая — бухта Ежовая (Лазовский район)
- Таудеми — бухта Литовка (Находкинский городской округ)
- Таухэ — бухта Черноручье (Лазовский район)
- Терней (Бычья) — бухта Серебрянка (Тернейский район)[пр. 5]
- Тетюхе — бухта Рудная (Дальнегорский городской округ)
- Тимпевай (Темпевай) — бухта Туманная (Ольгинский район)
- Тухуеза — бухта Ландышевая (Ольгинский район)
- Уэйгова - бухта Прозрачная (Рица) (Находкинский городской округ)
- Фомага — бухта Опасная (Ольгинский район)
- Холуай — бухта Островная на юге Русского острова (Владивостокский городской округ)
- Хунтаеза — бухта Неприметная (Ольгинский район)
- Хунтами — бухта Голубичная (Тернейский район)
- Чадауджа — бухта Новицкого (Находкинский городской округ)
- Чехамбур (Чихамбур) - бухта Попова (Находкинский городской округ)
- Чинсядзу — бухта Каплунова (Лазовский район)
- Читувай - бухта Мусатова (Находкинский городской округ)
- Фельдгаузена (Шамора, Лучинза) — бухта Лазурная (Владивостокский городской округ)
- Юзгоу — бухта Краковка (Партизанский район)

## Озёра
- Амбабоза — озеро Черепашье (Артёмовский городской округ)
- Ланчасы — озеро Ливадийское (Находкинский городской округ)
- Лебехе — озеро Тростниковое, на южном берегу озера Ханка, соединено с ним короткой протокой (Хорольский район)
- Момбобоза — озеро Волчанец (Находкинский городской округ)
- Таудеми — озеро Литовское (Находкинский городской округ)
- Топауза — озеро Известняк, в устье реки Топауза (Брусиловка), соединено протокой с Японским морем (Ольгинский район)

## Переименования в Амурской области
- Будунда — село Усть-Ивановка (Благовещенский район)
- Будунда — река Ивановка (Ивановский район)
- Верхний Мын — река Верхняя Стойба (Селемджинский район)
- Мамын — река Орловка (Мазановский район)
- Нижний Мын — река Нижняя Стойба (Селемджинский район)

## Переименования в Хабаровском крае
- Лудза — река Тохтинка (Советско-Гаванский район)
- Китай-Дыр — река Левая Каменушка (Облученский район Еврейской автономной области)[пр. 6]
- Корейский посёлок — село Корсаково-2 (Хабаровский район), соседнее село Корсаково переименовано в Корсаково-1
- Садунзуки — перевал Садомский (район имени Лазо)
- Севаглиндзя — река Хребтовая (Тугуро-Чумиканский район)
- Хунгари — река Гур (Комсомольский район)
- Хунхо — река Голубая (район имени Полины Осипенко)